# Tenerife
Tenerife je španjolski otok i najveći je u skupini Kanarskog otočja. Pretežno planinski otok vulkanskog podrijetla prostire se na 2034,38 km2. Na otoku živi 886.033 ljudi što ga čini najgušće naseljenim kanarskim otokom. Najviši vrh otoka je Pico de Teyde (Pico de Tenerife) s 3.718 m. 

## Gospodarstvo
Na vrlo plodnom tlu uzgajaju se banane, šećerna trska, agrumi, bademi, rajčice, duhan, vinova loza i žitarice. U stočarstvu se na otoku mogu najviše susresti ovce i koze. Razvijeno je i ribarstvo te turizam. Glavni grad i ujedno najveća luka Tenerifa je Santa Cruz de Tenerife. Ostali veći gradovi su La Laguna, Arona, La Orotava, Puerto de la Cruz i Candelaria.

## Vanjske poveznice
|  | Zajednički poslužitelj ima još gradiva o temi Tenerife |